# U.B. Funkeys
U.B. Funkeys es un videojuego de computadora y un conjunto de figuras coleccionables creado por Mattel. Fue creado en 2007 hasta su cancelación en los Estados Unidos en 2010. El producto consistía en un videojuego de PC que funcionaba junto con figuras coleccionables que representaban a los personajes del juego. Existen más de 45 «especies» diferentes de Funkeys. La mayoría de los Funkeys vienen en tres tipos de estilos diferentes: normal, raro y muy raro..
La mecánica de juego implica que los jugadores coloquen figuras en el soporte (una unidad USB especial diseñada para parecerse a una versión más grande de las figuras pequeñas), que a su vez aparecen en el videojuego. Cada figura, cuando se conecta al Funkey principal, permite a los jugadores desbloquear nuevas áreas del videojuego. El Funkey principal se compra en un paquete de inicio con dos o cuatro de las figuras coleccionables y es necesario para jugar. El producto fue exhibido por Mattel en febrero de 2007 en la American International Toy Fair y diseñado por Radica Games. El software del juego fue desarrollado por Arkadium.

## Descripción
Los Funkeys son personajes que habitan en un mundo virtual llamado Terrapinia. Los jugadores navegan por una serie de zonas y portales donde juegan para ganar monedas, con las que pueden adquirir artículos para decorar sus refugios.
Los usuarios avanzan en el juego a medida que recolectan diferentes figuras. Cada "tribu" puede acceder a diferentes áreas, juegos y elementos. Independientemente de la tribu, cualquier Funkey puede regresar a FunkeysTown a diferencia de otros portales que requieren Funkeys específicos para funcionar.
Hay muchos portales por los que pasar: Cuenca Kelpy, Cañón de Magma, Estación Sigma, Isla Funkiwaii, Oasis de los Sueños, Grieta de las Pesadillas, Autopista Royalton, Reino Oculto y la Paradoja Verde. (Siendo la Isla Funkiwaii la última versión oficial con soporte al español). Para usar un portal, el jugador tiene que usar un Funkey que pertenezca al mundo al que se teletransporará.
En cada zona, hay un enemigo que aparece repentinamente si el jugador permanece afuera del refugio por mucho tiempo. Al encontrarse con estos personajes, se iniciará un breve minijuego en el que el jugador puede ganar o perder monedas.
A lo largo del juego, el jugador escucha sobre el Maestro Ahumado, el principal antagonista de la serie. Cerró los portales y las salas de juegos, restringiendo el acceso solo a Funkeys particulares. Además, creó los secuaces para robar monedas.

## Complementos
La serie generó muchos anexos diversos, que estuvieron disponibles durante toda la vida útil de la serie.

### Paquetes de inicio
Los paquetes de inicio cuentan con un U.B. blanco, un CD de instalación y un manual de instrucciones. Cada uno contenía de dos a cuatro Funkeys relacionados con un mundo en particular. El diseño del U.B. cambiaría en algunos paquetes para reflejar los nuevos mundos que se añadirían al juego.

### Paquetes de aventura
Durante la vida útil de la serie, se lanzaron algunos Paquetes de Aventura. Estos contenían Funkeys especiales que originalmente en el juego funcionaban solo como NPC. 

### Paquetes de chat / multijugador
Estos Funkeys se incluirían con un Funkey adicional como un bono menor (como los paquetes de aventuras, ambos Funkeys son de la misma rareza). Del mismo modo, los Chat Funkeys (que ofrecen una sala de chat en lugar de un juego) se incluyen con un Funkey adicional. Dado que todos los Funkeys de chat son de rareza normal, el Funkey incluido también lo es.

### Paquetes de Edición limitada
Se crearon paquetes de edición limitada que venían con Funkeys que el jugador normalmente no podía usar. Esto incluía el paquete de aventuras Funkeystown y el paquete Funkiki Island. El paquete Funkeystown venía con una figura de los secuaces, una figura del maestro Lox y la figura del alcalde Sayso. Lox y el secuaz ofrecieron acceso a Villain's Den, una sala de juegos sin tienda en Funkeystown con un juego relacionado con monedas.
El paquete Funkiki Island venía con Jerry, un nativo de Funkiki, y Pineapple King, junto con una figura de Normal Sol. De manera similar al Funkeystown Adventure Pack, Jerry puede acceder a cualquier sala de juegos pero no puede jugar.